# 大甲溪鐵橋
大甲溪鐵橋，俗稱大甲溪花樑鋼橋，是臺灣鐵路舊山線上的鐵路橋樑，屬於明治四十一年（1908年）4月10日完工的后里－葫蘆墩（今豐原車站）路段，跨越大甲溪中游，是原本縱貫鐵路非常重要的南北之間的聯絡橋樑。1997年10月8日舊山線后里－豐原段停駛後，規畫成后豐鐵馬道的一部份，並於2004年2月6日公告為歷史建築，成為台灣目前碩果僅存的幾座鋼桁架橋之一。

## 歷史

### 鐵路橋時代
大甲溪鐵橋位於山線鐵路后里—葫蘆墩（今豐原）間，1906年11月11日開工興建，1908年4月10日完工，並隨著此區間鐵路於同月20日通車而啟用，為6孔62.4公尺（200英呎）下承式樞結（接）桁架橋。
1935年新竹台中大地震，新竹州、台中州震災嚴重，此區隧道、橋樑、鐵軌損毀至鉅，費時3年始修復完成。
1945年台灣戰後時期，山線鐵路由臺灣鐵路管理局接管，1950年代末期因已使用50餘年，原桁梁之樞軸及眼圈多已腐朽，且原設計載重僅KS-13，未達標準，故臺鐵進行抽換鋼桁梁工程，並將橋梁載重提升至KS-15標準。新的桁梁為同孔徑鉚結(接)下承式華倫式桁架，於1964年（民國53年）4月19日全數抽換完成。
1970年代十大建設進行鐵路電氣化工程，本橋所屬的舊山線苗栗～臺中間電氣化通電，橋上增設懸臂組與電車線等設備，25日正式啟用。
1990年6月24日，颱風歐菲莉過境帶來豪雨，本橋遭洪水沖擊，清晨6時最南端P5橋墩下陷傾斜，橋面鋼軌彎曲，所有列車改駛海線鐵路，後由台鐵局與榮工處搶修，於同年7月20日修復通車。
1997年10月7日后里車站→豐原車站間雙軌化完成，7日至8日后里=豐原間舊山線切換鐵路路線改線至新山線，8日停駛鐵橋與九號隧道，大甲溪鐵橋正式走入歷史。

### 停駛後
- 1998年9月24日，以北舊山線全線停駛[13]。
- 1999年921大地震後，由當時的臺中縣文化局進行油漆保養工程。
- 2001年12月，鐵橋入選行政院文化建設委員會（今中華民國文化部）舉辦的臺灣歷史建築百景[14]。
- 2004年
  - 2月6日，由當時的臺中縣政府公告為歷史建築[6]。
  - 8月，由當時的臺中縣政府交通旅遊局，在拆除鐵軌之後，將原來的鐵路路線規劃改造成為鐵馬專用車道[4]。
- 2005年
  - 4月17日，鐵馬專用車道啟用，稱為「后豐鐵馬道」[15]。
  - 7月1日，「后豐鐵馬道」禁行機車[16]。
  - 7月16日，臺中縣舉辦「萬人單車接龍」自行車活動，一萬多名自行車運動愛好者分別從四個集結點出發，將后豐鐵馬道與東豐自行車綠廊連結成一條長達18公里的巨龍，並在鐵橋舞台區點燃希望之火[17]。
- 2006年（民國95年）6月9日，碧利斯颱風來襲，因大雨使大甲溪水暴漲，洪水強力衝擊造成橋墩位移、鋼橋自行車專用路面扭曲，鐵橋封閉[4]，經臺中縣政府修復後，於2007年2月16日重新開放[18]。
- 2008年（民國97年）9月14日，颱風辛樂克來襲，大甲溪水暴漲，洪水沖斷台13線公路后豐大橋。后豐大橋修復期間，開放250cc以下機車行駛大甲溪鐵橋，做為替代道路[19]。
- 2016年6月13日，橋墩基礎補強工程中最南端P4、P5兩橋墩受豪雨洪水沖刷，總重600噸的P4橋墩倒塌、800噸的P5橋墩傾斜。前因2014年發現該二橋墩基礎有掏空情形，且包覆加固部分毀損嚴重，遂決定重做墩基，先架設4座臨時鋼架墩支撐橋面，並在2015年12月枯水期進行P4、P5兩墩移置一旁臨時平台，然後重做基礎，原定2016年6月完工，卻在完工前遇豪雨釀災。承包商在橋墩倒塌後撤離，導致百年老橋墩橫躺河床半年餘[20][21]。
- 2017年3月，臺中市政府觀光旅遊局依據《文化資產保存法》規定，經文資專案小組審查同意，追加新臺幣4,094萬元預算，辦理橋墩修護工作[22]。

## 設計
大甲溪鐵橋為鋼桁架橋，採下承式曲弦桁架（或稱「桁梁」），因外型而稱為花樑鋼橋，與大安溪鐵橋和下淡水溪鐵橋形式相同。
本橋原測量架橋位置在今天鐵橋的下游側大約800公尺處，構想架設8孔鐵橋，後來改測選定今天橋位，並縮短為6孔鐵橋，總長382.2公尺，高度為11.6公尺，共有5座橋墩及南北各1座橋台，每座橋墩分為三層，下部結構是混凝土砌塊石沈箱，橋墩則以磚角石構成。
橋桁初建時為單線下承式施威德勒式桁梁（Schwedler truss），鋼材為美國橋梁公司（American Bridge Company）製造。現在的鋼製桁架則是在1964年4月19日完成抽換為下承式華倫式桁梁（Warren truss），鋼材由臺灣鐵路局鋼梁廠製造，6個桁梁跨在大甲溪河床上，壯觀巍峨，整體造型優美。

## 相片集

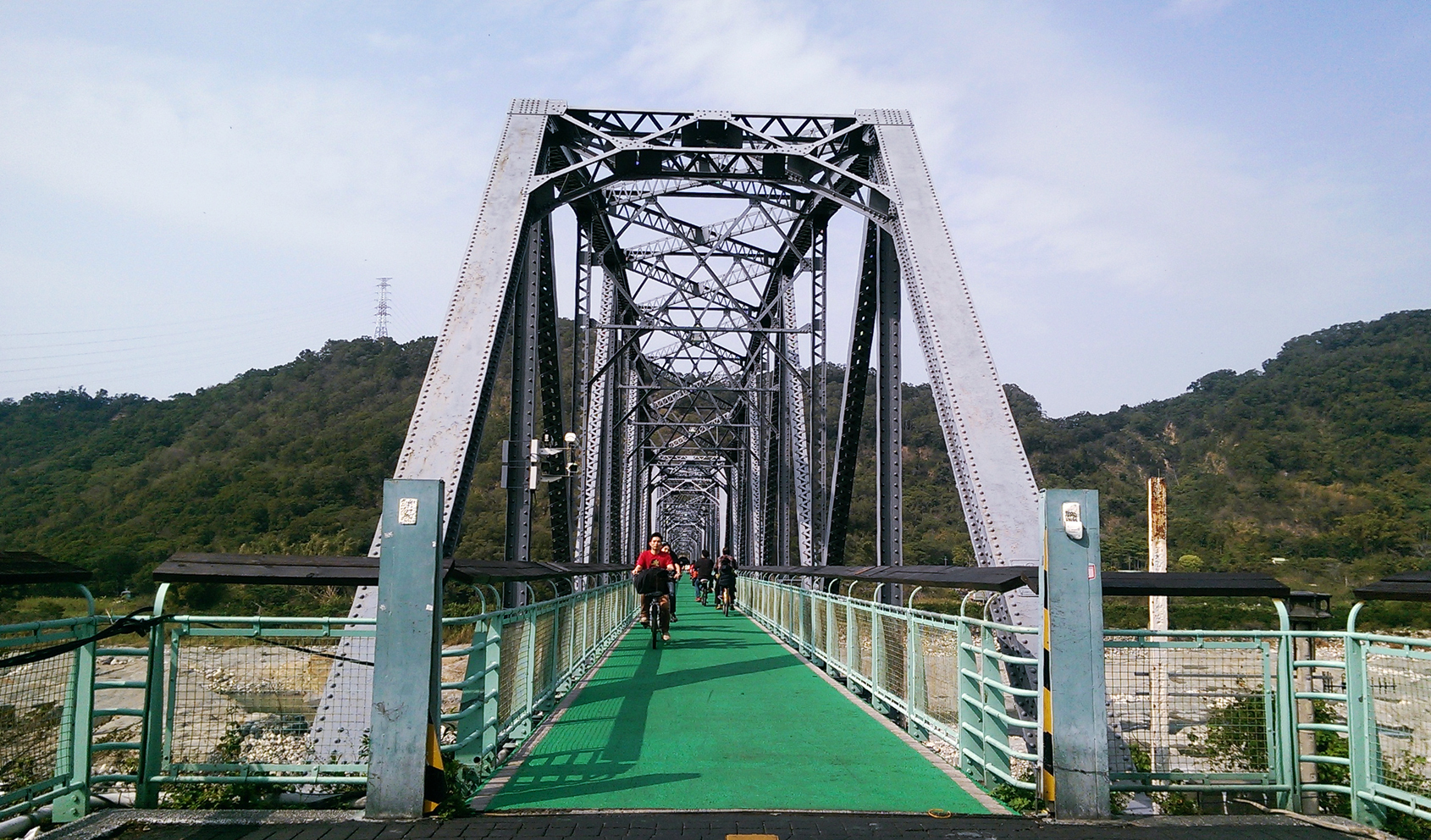
2014年的大甲溪桁樑鋼橋
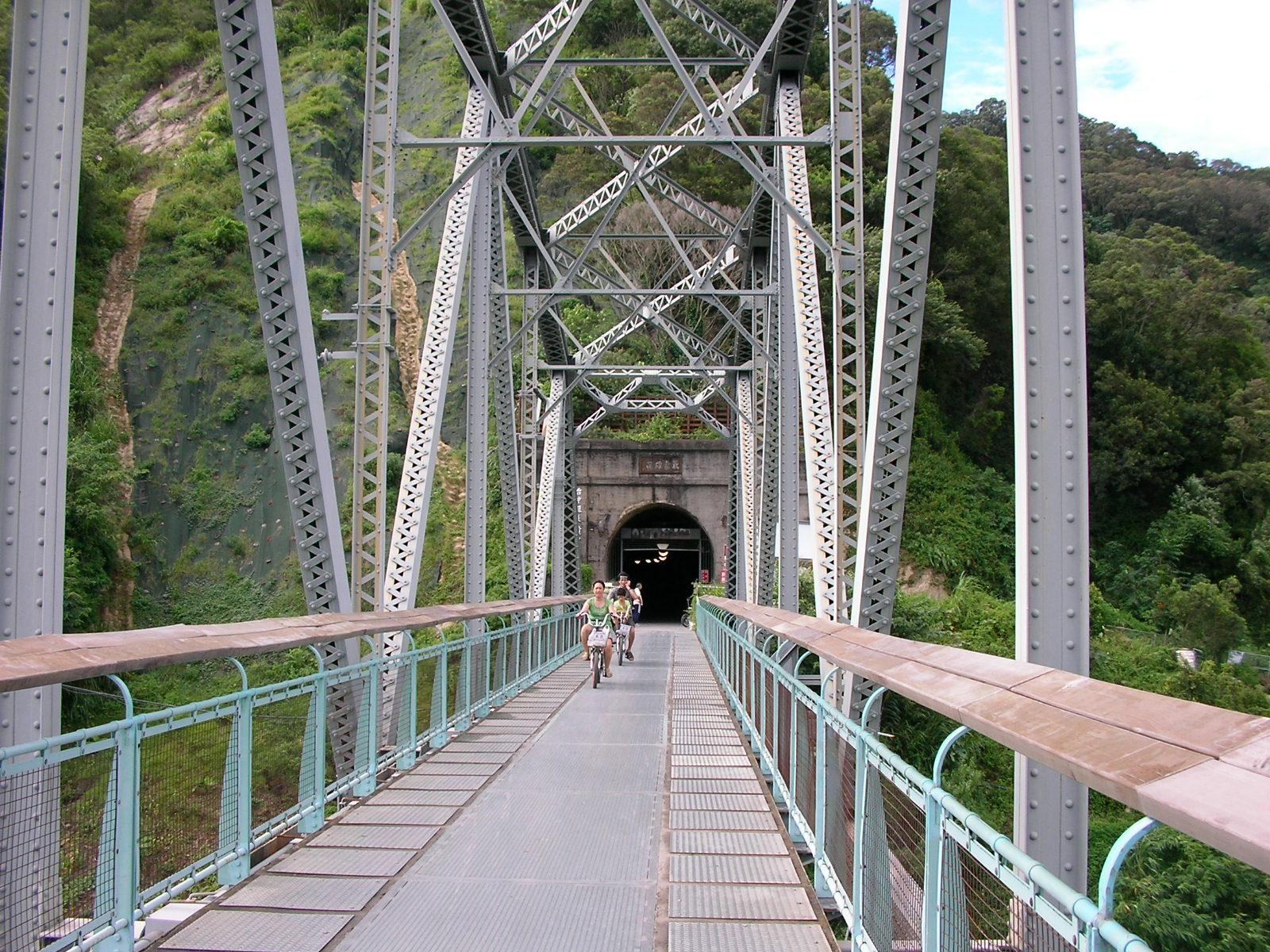
大甲溪鐵橋上（背景九號隧道南口）
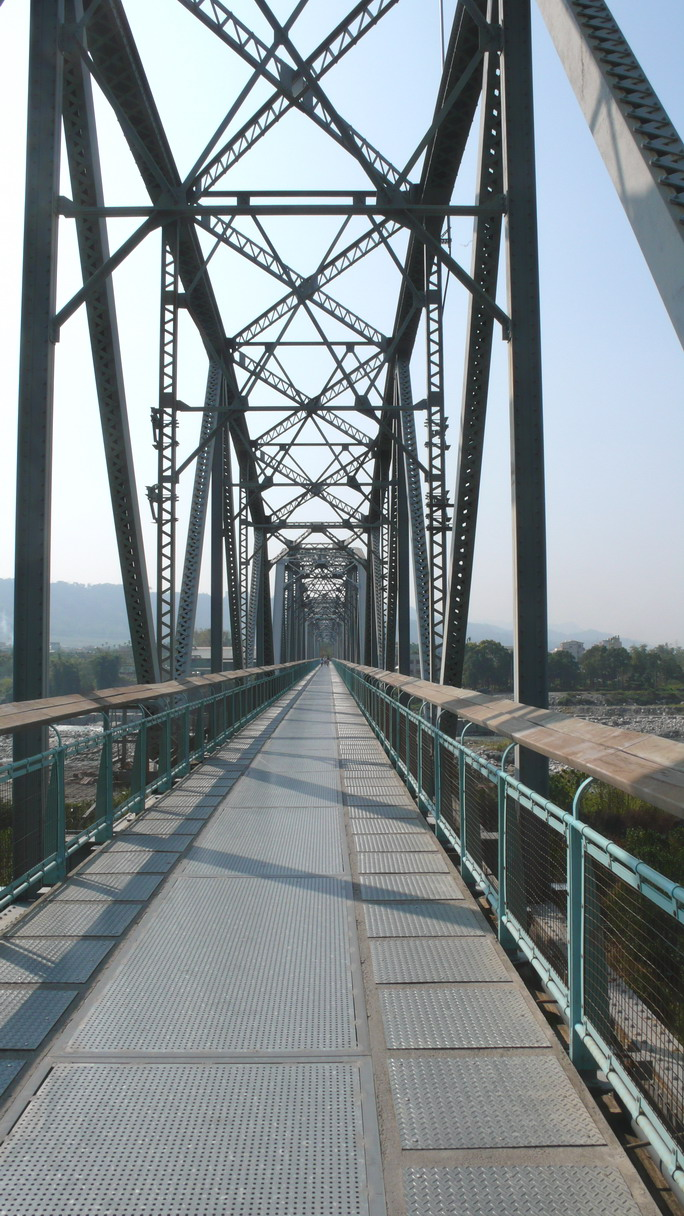
大甲溪桁樑鋼橋
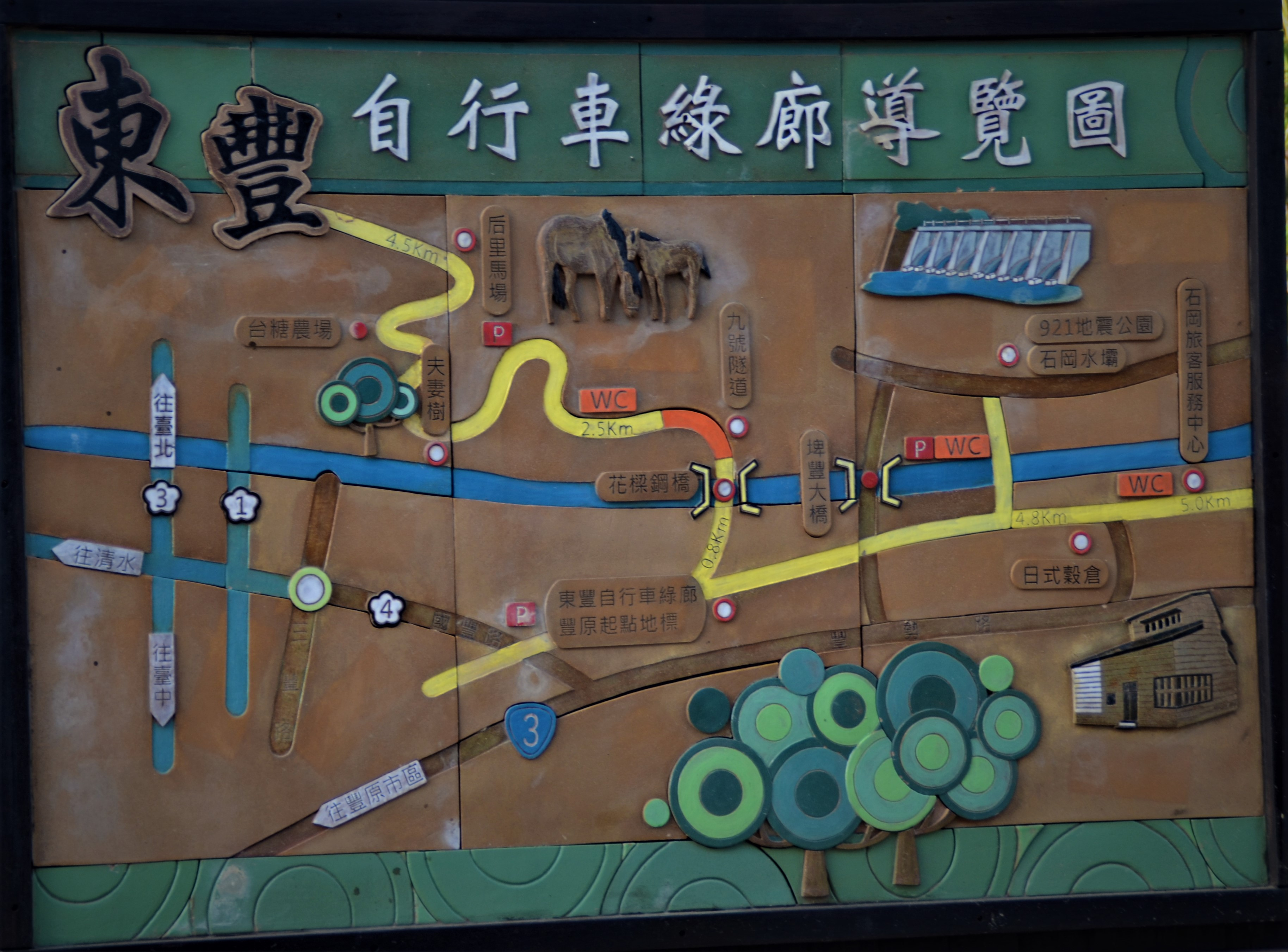
東豐自行車綠廊導覽圖上的大甲溪鐵橋